# Boechera pulchra
Boechera pulchra är en korsblommig växtart som först beskrevs av Marcus Eugene Jones och Sereno Watson, och fick sitt nu gällande namn av William Alfred Weber. Boechera pulchra ingår i släktet indiantravar, och familjen korsblommiga växter. Inga underarter finns listade i Catalogue of Life.

## Bildgalleri

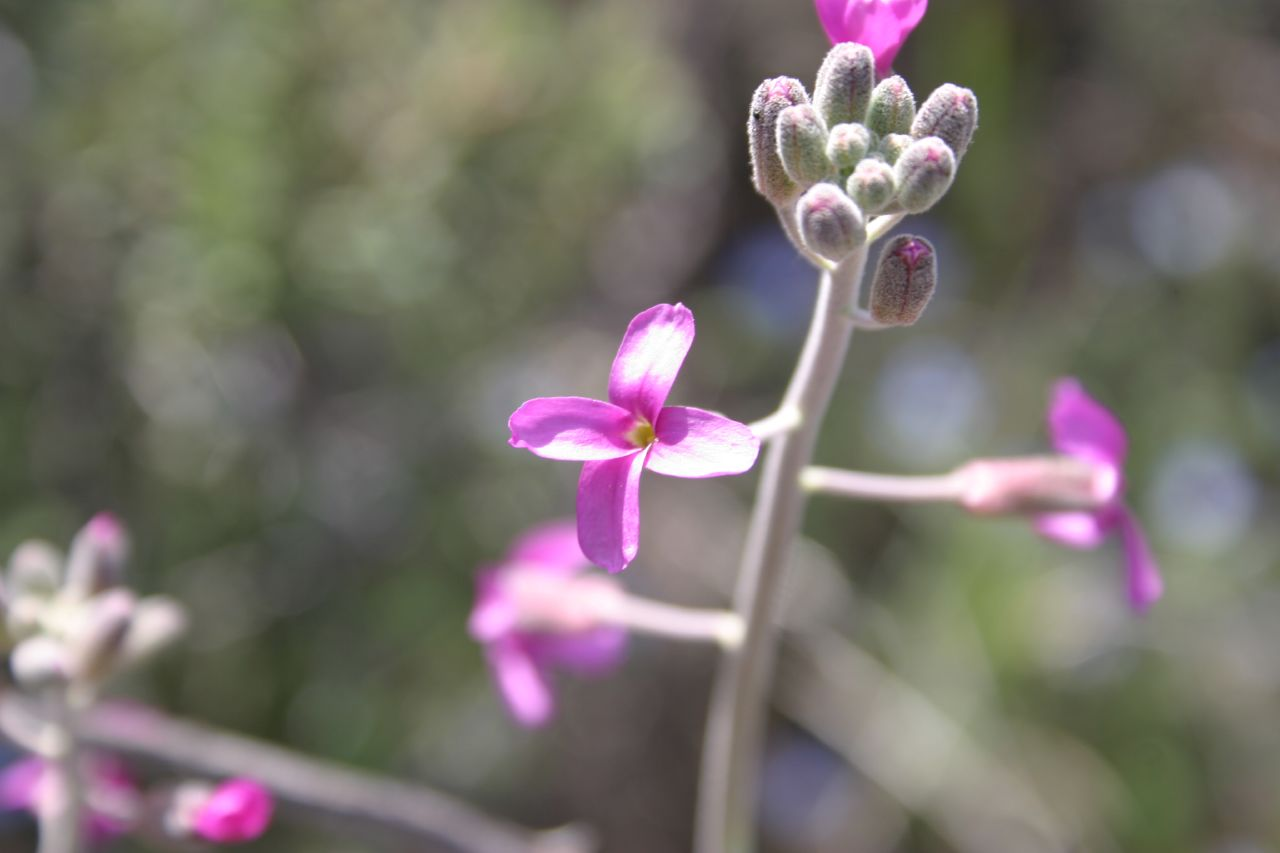